# Wydawnictwo Lubelskie
Wydawnictwo Lubelskie – polskie wydawnictwo książkowe z siedzibą w Lublinie działające w latach 1957–1993, noszące do roku 1961 nazwę „Lubelska Spółdzielnia Wydawnicza”.

## Wybrane publikacje
1961:
- Edward Góra, Dęby (220 ss.)
- Aleksander Olszakowski, Lokaj Pana Hrabiego

1962:
- Adolf Lekki, Bezdroża (248 ss.)

1963:
- Polska Partia Robotnicza na Białostocczyźnie. W XX rocznicę

1964:
- Stanisław K. Papierkowski, Bolesław Leśmian. Studium językowe (222 ss.)
- Gabriela Pauszer-Klonowska, W cieniu nałęczowskich drzew. Opowieść o Bolesławie Prusie (214 ss.)

1965:
- Irena Buczkowa, Dzieje Zamku Lubelskiego (32 ss.)

1966:
- Zdzisław Jastrzębski, Wspomnienia o Bolesławie Leśmianie (368 ss.)
- Jerzy Kwiatkowski, 485 dni na Majdanku (503 ss.)

1967:
- Krystyna Jabłońska, Oktawia. Opowieść o Oktawii Żeromskiej (284 ss)
- Wiktor Zawada, Kaktusy z zielonej ulicy. Powieść dla młodzieży (258 ss.)

1968:
- Władysław Ćwik, Miasta królewskie lubelszczyzny w drugiej połowie XVIII w. (145 ss.)
- Władysław Kisielewski, Skrzydlate fatum (294 ss.)

1969:
- Gabriela Pauszer-Klonowska, Trudne życie. Opowieść o Bolesławie Prusie, wyd. 2 zm. i rozsz. (389 ss.)

1970:
- Tadeusz Margul, Indie na co dzień (455 ss.)
- Stanisław Tworek, Działalność oświatowo kulturalna kalwinizmu małopolskiego (połowa XVI – połowa XVIII w.) (394 ss.)
- Wiktor Zawada, Kaktusy z zielonej ulicy. Powieść dla młodzieży (315 ss.)

1971:
- Stanisław Chwiejczak, Kolczasty trakt (296 ss.)
- Mirosław Derecki, Śladami „hubalczyków” (192 ss.)
- Seweryn Pollak, Spotkania z Czechowiczem. Wspomnienia i szkice (559 ss.)
- Wojciech Sulewski, Leśne fronty (196 ss.)

1972:
- Jerzy Łojek, Wiek markiza de Sade. Szkice z historii obyczajów i literatury we Francji XVIII wieku (443 ss.)
- Ryszard Zieliński, Bitwa pod Oleszycami (157 ss.)

1973:
- Jan Gerhard, Łuny w Bieszczadach (582 ss.)
- Józef Sobiesiak, Przebraże, wyd. III (136 ss.)
- Henryk Wierciński, Pamiętniki (507 ss.)

1974:
- Jadwiga Dackiewicz, Sobiescy w zamkach nad Loarą (184 ss.)
- Henryk Gawarecki, O dawnym Lublinie (312 ss.)
- Lesław Gnot, Lubelszczyzna. Dzieje – ludzie – krajobrazy (336 ss.)
- Alojzy Leszek Gzella, Prasa lubelska 1944-1974 (312 ss.)
- Janusz Olczak, Baśń o wielkim Marandzie (1974)
- Wiersze z Rzeszowskiego (508 ss.)

1975:
- Henryk Gawarecki, Czesław Gawdzik, Ulicami Lublina. Przewodnik (176 ss.)
- Michał Gnatowski, W białostockich lasach (256 ss.)

1976:
- Wojciech Adamiecki, Górnicze przedwiośnie. Reportaże o Lubelskim Zagłębiu Węglowym (209 ss.)
- Tadeusz Czajka, Cień Piotra (216 ss.)
- Henryk Gawarecki, Czesław Gawdzik, Ulicami Lublina. Przewodnik (190 ss.)
- Ludwik Głowacki, Działania wojenne na Lubelszczyźnie w roku 1939 (434 ss.)
- Jerzy Łojek, Wiek markiza de Sade (441 ss.)
- Matylda Wełna, Tryby (407 ss.)

1977:
- Władysław Ćwik, Jerzy Reder, Lubelszczyzna. Dzieje rozwoju terytorialnego, podziałów administracyjnych i ustroju władz (207 ss.)
- Ryszard Jegorow, Rewanż (228 ss.)

1978:
- Ireneusz Caban, Zapis trzech dziesięcioleci PZPR w województwach bialskopodlaskim, chełmskim, lubelskim i zamojskim w latach 1948-1978 (752 ss.)
- Deklaracja ideowa PZPR, oprac. Bronisław Syzdek (53 ss.), seria: Dokumenty Naszej Tradycji
- Deklaracja Krajowej Rady Narodowej, oprac. Zygmunt Mańkowski (29 ss.), seria: Dokumenty Naszej Tradycji
- Manifest Tymczasowego Rządu Ludowego Republiki Polskiej, oprac. Jan Lewandowski (40 ss.), seria: Dokumenty Naszej Tradycji
- Manifest zjazdu zjednoczeniowego SDKPiL i PPS-Lewicy, oprac. Aleksandra Tymieniecka (32 ss.), seria: Dokumenty Naszej Tradycji
- Andrzej Nowicki, Portrety filozofów w poezji, malarstwie i muzyce (416 ss.)
- Program brukselski, oprac. Albin Koprukowniak (31 ss.), seria: Dokumenty Naszej Tradycji
- Adam Andrzej Witusik, O Zamoyskich, Zamościu i Akademii Zamojskiej (273 ss.)

1979:
- Deklaracja programowa PPR „O co walczymy?”, oprac. Marian Malinowski (72 ss.), seria: Dokumenty Naszej Tradycji ISBN 83-222-0075-7
- Dekret PKWN o reformie rolnej, oprac. Władysław Góra (46 ss.), seria: Dokumenty Naszej Tradycji ISBN 83-222-0022-6
- Manifest Polskiego Komitetu Wyzwolenia Narodowego, oprac. Wiesław Skrzydło (46 ss.), seria: Dokumenty Naszej Tradycji ISBN 83-222-0041-2
- Grzegorz Leopold Seidler, Doktryny prawne imperializmu (271 ss.)
- Longin Tadeusz Szmidt, Terroryzm a państwo. Studium poświęcone historycznym, socjologicznym i agonologicznym aspektom terroryzmu (360 ss.) ISBN 83-222-0019-6

1980:
- Aleksander Bryk, Karol Namysłowski i jego orkiestra (119 ss.) ISBN 83-222-0126-5
- Albin Koprukowiak, Zamość: z przeszłości twierdzy i miasta (414 ss.)
- Cezary Leżeński, Jarek i Marek na tropie szpiega, ilustracje Stanisław Bałdyga (156 ss.)
- Jerzy Łojek, Potomkowie Szczęsnego. Dzieje fortuny Potockich z Tulczyna (324 ss.)
- Adam Majewski, Zaczęło się w Tobruku (450 ss.)
- Apolinary Nosalski, Przyjazd króla jegomości (220 ss.)
- Longin Jan Okoń, Śladami Tecumseha (1980)
- Zdzisław Spaczyńsk, Kartki z dziejów drukarstwa na Zamojszczyźnie (134 ss.) ISBN 83-222-0122-2
- Wiesław Śladkowski, Emigracja polska we Francji 1871–1918 (373 ss.) ISBN 83-222-0147-8
- Roman Tokarczyk, Prawa wierne naturze (369 ss.)
- Ustawa o planie 6-letnim, oprac. Zenobiusz Kozik (103 ss.), seria: Dokumenty Naszej Tradycji ISBN 83-222-0115-X

1981:
- Zdzisław Jerzy Czarnecki, Przyszłość i historia. Studia nad historyzmem i ideą prospekcji dziejowej w historii filozofii (414 ss.)
- Konstytucja 3 Maja, oprac. Jerzy Łojek (83 ss.), seria: Dokumenty Naszej Tradycji ISBN 83-222-0196-6
- Jerzy Łojek, Potomkowie Szczęsnego. Dzieje fortuny Potockich z Tulczyna 1799–1921 (324 ss.) ISBN 83-222-0119-2
- Leszek Siemion, Czas kowpakowców (399 ss.)
- Ustawa o planie 3-letnim, oprac. Janusz Kaliński (80 ss.), seria: Dokumenty Naszej Tradycji ISBN 83-222-0152-4

1982:
- Zdzisław Jerzy Czarnecki, Poznanie – umysł – kultura (491 ss.)
- Mirosław Derecki, Tropem majora "Hubala", wyd. II poprawione i uzupełnione (319 ss.)
- Ireneusz J. Kamiński, Konie rubinowe (192 ss.) ISBN 83-222-0106-0
- Stefan Kruk, Życie teatralne w Lublinie 1782–1918 (304 ss.)

1983:
- Julian Bartyś, Wizjoner czy fantasta. O życiu i działalności Wojciecha Gutkowskiego (1775-1826) (329 ss.) ISBN 83-222-0255-5
- Jadwiga Dackiewicz, Faworyty władców Francji (456 ss.)
- Deklaracja ideowa Związku Patriotów Polskich, oprac. Eleonora Syzdek (54 ss.), seria: Dokumenty Naszej Tradycji ISBN 83-222-0213-X
- Witold Ilczak, Po drugiej stronie albu. Dziennik inżyniera Lubelskiego Zagłębia Węglowego (422 ss.) ISBN 83-222-0204-0
- Józef Kasperek, Kronika wydarzeń w Lublinie w okresie okupacji hitlerowskiej (376 ss.) ISBN 83-222-0252-0
- Konstytucja marcowa, oprac. Andrzej Burda (103 ss.), seria: Dokumenty Naszej Tradycji ISBN 83-222-0232-6
- Kornel Makuszyński, Szaleństwa panny Ewy (248 ss.)
- Longin Jan Okoń, Śladami Tecumseha (232 ss.)
- Henryk Podlaski, Pejzaż z nieboszczykiem (173 ss.)
- Szkic programu Polskiej Partii Socjalistycznej (maj 1893), oprac. Feliks Tych (56 ss.), seria: Dokumenty Naszej Tradycji ISBN 83-222-0212-1
- Układ Warszawski, oprac. Jerzy Tyranowski (73 ss.), seria: Dokumenty Naszej Tradycji ISBN 83-222-0176-1
- Ustawa o nacjonalizacji przemysłu w Polsce, oprac. Janusz W. Gołębiowski (47 ss.), seria: Dokumenty Naszej Tradycji ISBN 83-222-0138-9
- Józef Zięba, Szklaneczka króla Stasia (198 ss.) ISBN 83-222-0161-3

1984:
- Wacław Daruk, Stąd nasz ród. Wieś hrubieszowska - wspomnienia, spostrzeżenia, myśli (219 ss.) ISBN 83-222-0362-4
- Ryszard Jegorow, Dekret królewski (1984)
- Kazimierz Koźniewski, Ociosywanie mgły (247 ss.)
- Jerzy Lipiec, Eliot de'bata (144 ss.)
- Lublin literacki 1932-1982. Szkice i wspomnienia, red. Waldemar Michalski, Józef Zięba (427 ss.) ISBN 8323202474
- Program „Wielkiego Proleteriatu”, oprac. Albin Koprukowniak (64 ss.), seria: Dokumenty Naszej Tradycji ISBN 83-222-0343-8
- Roman Tokarczyk, Współczesne doktryny polityczne(1984)
- Uniwersał połaniecki, oprac. Jerzy Topolski (53 ss.), seria: Dokumenty Naszej Tradycji ISBN 83-222-0322-5
- Ludwika Woźnicka, Tajemnicza planeta i doniczka z pelargonią (160 ss.)
- Alicja Wójcik, Ruch robotniczy na Lubelszczyźnie do 1918 (252 ss.) ISBN 83-222-0328-4

1985:
- Ryszard Jegorow, Sędziowie bez togi (150 ss.) ISBN 83-222-0101-X
- Modele świata i człowieka (1985)
- Zygmunt Pikulski, Obietnice parapsychologii (245 ss.)
- Halina Wiśniewska, Renesansowe życie i dzieło Sebastniana Fabiana Klonowicza (339 ss.)

1986:
- Maria Józefacka, To, co najpiękniejsze (224 ss.)
- Edward Kajdański, Dzienniki syberyjskich podróży Kazimierza Grochowskiego 1910-1914 (272 ss.) ISBN 83-222-0426-4
- Józef Ignacy Kraszewski, Serce i ręka. Powieść prawie historyczna, wyd. II (211 ss.)
- Józef Ignacy Kraszewski, Złoty Jasieńko (182 ss.)
- Anna Lewkowska, Mechaniczny rycerz (80 ss.)
- Jerzy Łojek, Geneza i obalenie Konstytucji 3 Maja (559 ss.)
- Zygmunt Mańkowski, W kręgu polskich doświadczeń historycznych XIX i XX w. (382 ss.)
- Longin Jan Okoń, Płonąca preria (277 ss.)
- Prasa lubelska. Tradycje i współczesność, red. Jerzy Jarowiecki (390 ss.) ISBN 83-222-0431-0
- Leopold Staff, Poezje (416 ss.)

1987:
- Andrzej Burda, Przymrozki i odwilże. Wspomnienia z lat 1945-1957 (346 ss.) ISBN 83-222-0425-6
- Andrzej Krzepkowski, Śpiew kryształu, wyd. II (176 ss.)
- Jerzy Markiewicz, Paprocie zakwitły krwią partyzantów. O wielkich bitwach w Puszczy Solskiej w czerwcu 1944 roku (290 ss.)
- Andrzej Zdunek, Wydawnictwo Lubelskie 1957-1987 (21 ss.)

1988:
- Adam Kalbarczyk, Strusiowisko (60 ss.)
- Roman Tokarczyk, Prawa narodzin, życia i śmierci (292 ss.)
- Roman Wapiński, Roman Dmowski (390 ss.)

1989:
- Zdzisław Jerzy Czarnecki, Stanisław Soldenhoff, Człowiek i wartości moralne (410 ss.)
- Maria Józefacka, Chłopak na niepogodę (205 ss.) ISBN 83-222-0623-2
- Longin Jan Okoń, Śladami Tecumseha (1989)
- Marian Pankowski, Gość (119 ss.)

1990:
- Anna Brzozowska-Krajka, Wieś tworząca (380 ss.)
- Józef Czechowicz, Koń rydzy. Utwory prozą, oprac. Tadeusz Kłak (470 ss.) ISBN 83-222-0504-X
- Andrzej Krzepkowski, Róża J. Sobańska, Geograwia nowych dni (273 ss.) ISBN 83-222-0635-6
- Edmund Niziurski, Osobliwe przypadki Cymeona Maksymalnego, ilustracje Jerzy Flisak, wyd. III (195 ss.) ISBN 83-222-06038
- Henry Oyen, Pirat z Florydy (159 ss.)
- Włodzimierz Piątkowski, Spotkania z inną medycyną (157 ss.) ISBN 83-222-0662-3
- Andrzej Przemyski, Ostatni Komendant generał Leopold Okulicki (248 ss.) ISBN 83-222-0689-5
- Stanisław Maria Saliński, Za jeden twój uśmiech Joanno, wyd. II (386 ss.) ISBN 83-222-0620-8
- Włodzimierz Sedlak, W pogoni za nieznanym (448 ss.), seria: Wspomnienia Ludzi Nauki ISBN 83-222-0660-7

1991:
- Józef Ignacy Kraszewski, Czercza mogiła (127 ss.)

1992:
- Julian Aleksandrowicz, Ewa Stawowy, Tyle wart człowiek (344 ss.) ISBN 83-222-0645-3